# 241
Évszázadok: 2. század – 3. század – 4. század
Évtizedek: 190-es évek – 200-as évek – 210-es évek – 220-as évek – 230-as évek – 240-es évek – 250-es évek – 260-as évek – 270-es évek – 280-as évek – 290-es évek
Évek: 236 – 237 – 238 – 239 –  240 – 241 – 242 – 243 – 244 – 245 – 246

## Események

### Római Birodalom
- III. Gordianus császárt és Clodius Pompeianust választják consulnak.
- A 16 éves Gordianus császár a praetoriánus gárda prefektusává nevezi ki Timesitheust és feleségül veszi a lányát, Tranquillinát. Timesitheus ezzel gyakorlatilag a kormányzat első emberévé válik.

### Perzsia
- A Szászánida Birodalom társuralkodója, I. Sápur legyőzi a Kaszpi-tenger melléki Gilán-hegység lázongó médjeit, majd keleten Szisztán tartományban a szakák felkelését veri le.

### Kína
- Szun Csüan, Vu császára, megtámadja Vejt, bízva abban, hogy a gyerekcsászár miatt az állam meggyengült. A régens Sze-ma Ji azonban visszaveri a támadást.

## Születések
- Cao Mao, Vej császára

## Fordítás
- Ez a szócikk részben vagy egészben  a(z)   241 című angol Wikipédia-szócikk ezen változatának fordításán alapul.  Az eredeti cikk szerkesztőit annak laptörténete sorolja fel. Ez a jelzés csupán a megfogalmazás eredetét és a szerzői jogokat jelzi, nem szolgál a cikkben szereplő információk forrásmegjelöléseként.